# Kuschwa
Kuschwa (russisch Кушва) ist eine Stadt in der Oblast Swerdlowsk (Russland) mit 30.167 Einwohnern (Stand 14. Oktober 2010).

## Geographie
Die Stadt liegt am Ostrand des Ural, etwa 170 km nördlich der Oblasthauptstadt Jekaterinburg, im Quellgebiet des Flusses Tura. Das Klima ist kontinental.
Die Stadt Kuschwa ist der Oblast administrativ direkt unterstellt. Der Stadt sind 12 Dörfer mit insgesamt 12.424 Einwohnern sowie die Stadt Werchnjaja Tura (10.568 Einwohner) unterstellt, sodass die Gesamteinwohnerzahl der administrativen Einheit „Stadt Kuschwa“ 56.207 beträgt (Berechnung 2009).
Kuschwa liegt an der 1878 eröffneten Eisenbahnstrecke Perm – Jekaterinburg, der ehemaligen Ural-Bergwerksbahn (Уральская Горнозаводская железная дорога/ Uralskaja Gornosawodskaja schelesnaja doroga). Hier zweigt auch die 1906 eröffnete Strecke nach Serow ab, die ehemalige Bogoslowsker Eisenbahn (Богословская железная дорога/ Bogoslowskaja schelesnaja doroga). Die Station der Stadt heißt Goroblagodatskaja.

## Geschichte

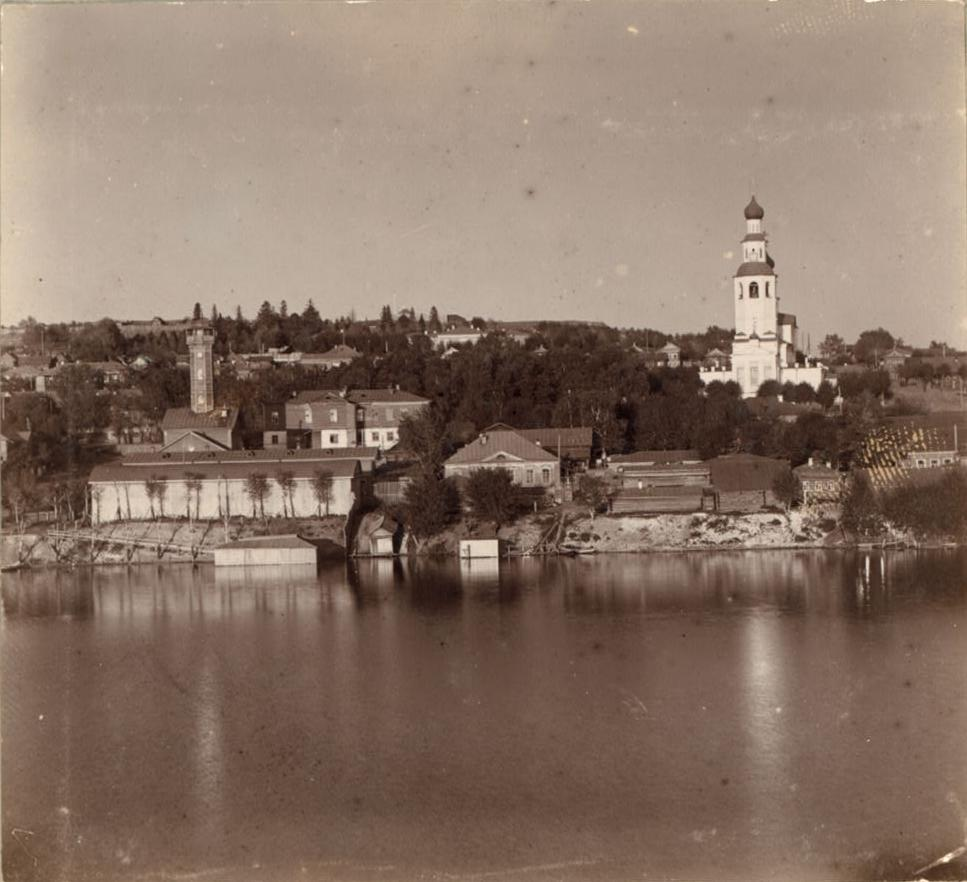
Kuschwa um 1910

An Stelle der heutigen Stadt entstanden 1735 Bergwerk, Eisenhütte und Siedlung auf Grundlage des Abbaus der bedeutenden Eisenerzlagerstätte Gora Blagodat östlich des Ortes. Die Bezeichnung Gora Blagodat (Гора Благодать, Segens- oder Gnadenberg) bezieht sich auf den religiösen Begriff der Benediktion bzw. Gnade, auch im Zusammenhang mit dem Namen der damals herrschenden russischen Zarin Anna Iwanowna (vgl. Anna hebräisch u. a. für Gnade). Hütte und Ort hießen nach der hier aufgestauten Kuschwa, einem kleinen rechten Nebenfluss der Tura, Kuschwinski Sawod (Кушвинский завод, komi-permjakisch kusch für kahle Stelle, wa für Fluss).
1801 wurde der Ort Verwaltungszentrum der umliegenden Bergbaugebietes („Bergkreises“), erhielt trotz seiner Bedeutung jedoch erst 1925 Stadtrecht. 1926 erfolgte die Umbenennung von Kuschwinski Sawod in Kuschwa.

### Bevölkerungsentwicklung
| Jahr | Einwohner |
| ---- | --------- |
| 1897 | 8.900     |
| 1926 | 14.200    |
| 1939 | 24.851    |
| 1959 | 46.150    |
| 1970 | 43.840    |
| 1979 | 43.259    |
| 1989 | 43.096    |
| 2002 | 35.555    |
| 2010 | 30.167    |

Anmerkung: Volkszählungsdaten (1926 gerundet)

## Kultur und Sehenswürdigkeiten
Industriearchitektur des 19. Jahrhunderts ist in größerem Umfang erhalten. Die Stadt besitzt ein Heimatmuseum.

## Wirtschaft
Die Eisenerzförderung und -verarbeitung an der Gora Blagodat spielt auch heute noch die zentrale Rolle im Wirtschaftsleben der Stadt. Aus dieser Lagerstätte mit Gesamterzvorräten von mehreren Hundert Mio. Tonnen wird die Eisen- und Stahlmetallurgie des Mittleren und Nördlichen Ural hauptsächlich versorgt.
Außerdem gibt es Maschinenbau (u. a. Eisenbahnausrüstungen), Holzverarbeitung und Baumaterialienwirtschaft (Schotter).

## Persönlichkeiten
- Wiktor Subkow (* 1941), russischer Politiker
- Stanislaw Schirin (* 1981), russischer Theater- und Filmschauspieler
- Irina Kemmsies (* 1996), deutsche Volleyballspielerin